# Chiesa di Santa Maria dell'Itria alla Kalsa
La chiesa di Santa Maria dell'Itria, nota anche come chiesa di Santa Maria dell'Itria dei Cocchieri, per via dell'omonima confraternita, è ubicata nel centro storico di Palermo nel mandamento della Kalsa o Tribunali in Via Alloro.

## Storia
- 1596 - 1598, Edificata per volontà della corporazione dei Cocchieri[1] come cappella di preghiera sulle preesistenti cripte, lungo la "ruga magistra" della Kalsa, odierna via Alloro, la strada per il porto e dedicata alla Madonna dell'Itria. Nel 1611 la fabbrica del sacro edificio fu ultimata, come si evince da un piccolo cartiglio in marmo posto sopra il portale d'ingresso, “Febrarj 1611“, e gli antichi confrati la vollero dedicare alla Madonna dell'Itria, “Patrona di Sicilia”. La nuova chiesetta, volutamente semplice, era elegante ma non presentava particolari ornamentazioni. La mancanza di fonti documentarie non ci consentono di conoscere esattamente come si presentava l'interno della chiesa, tuttavia non doveva essere molto diversa dall'attuale. Le limitate risorse economiche della confraternita non consentirono ai confrati di realizzare fastose decorazioni, ma la chiesa risultò comunque di aspetto gradevole. Probabilmente risale ai primi anni di vita delIa confraternita la commissione ad un artista siciliano di due manufatti lignei che raffigurano San Riccardo, protettore dei cocchieri, ed un crocifisso di straordinaria bellezza per la espressione di un dolore profondo e divino che l'ignoto scultore vi ha impresso (oggi i due manufatti sono in fase di restauro). Una grande tela, di indubbia qualità raffigurante la “Madonna Odigitria“, dedicataria del sacro edificio, di anonimo autore, era un tempo probabilmente collocata dietro l'altare principale. Questa opera, emblematica della diffusione in Sicilia dell'antico culto bizantino della Vergine “Oδηγήτρια”, attualmente è custodita in sacrestia e necessita di interventi di restauro. La configurazione attuale della chiesa è il risultato delle ricorrenti manomissioni e rimaneggiamenti che nel corso dei secoli a più riprese si sono susseguiti.

La leggenda vuole che la statua della Madonna fosse stata recuperata dopo un salvataggio in mare lungo costa orientale della Sicilia e là dai monaci del monastero basiliano di San Calogero, giunti dalla Sardegna, avessero effettuato il recupero. Da allora all'immagine sono stati attribuiti molti miracoli. L'epiteto "Itria" deriva da una corruzione di "Odigitria".
- 1729, La cappella è rilevata dalla Confraternita di Gesù e Maria.

## Facciata
La semplice facciata è caratterizzata da un portale fiancheggiato da due semicolonne che sorreggono un architrave sormontato da un bassorilievo raffigurante la Madonna dell'Itria, in alto due ampie finestre. Incisa al centro la data «Febbraio 1611». L'antico campanile costituito da due loggette con due campane, in tufo a vista, è l'unica testimonianza originale.

## Interno

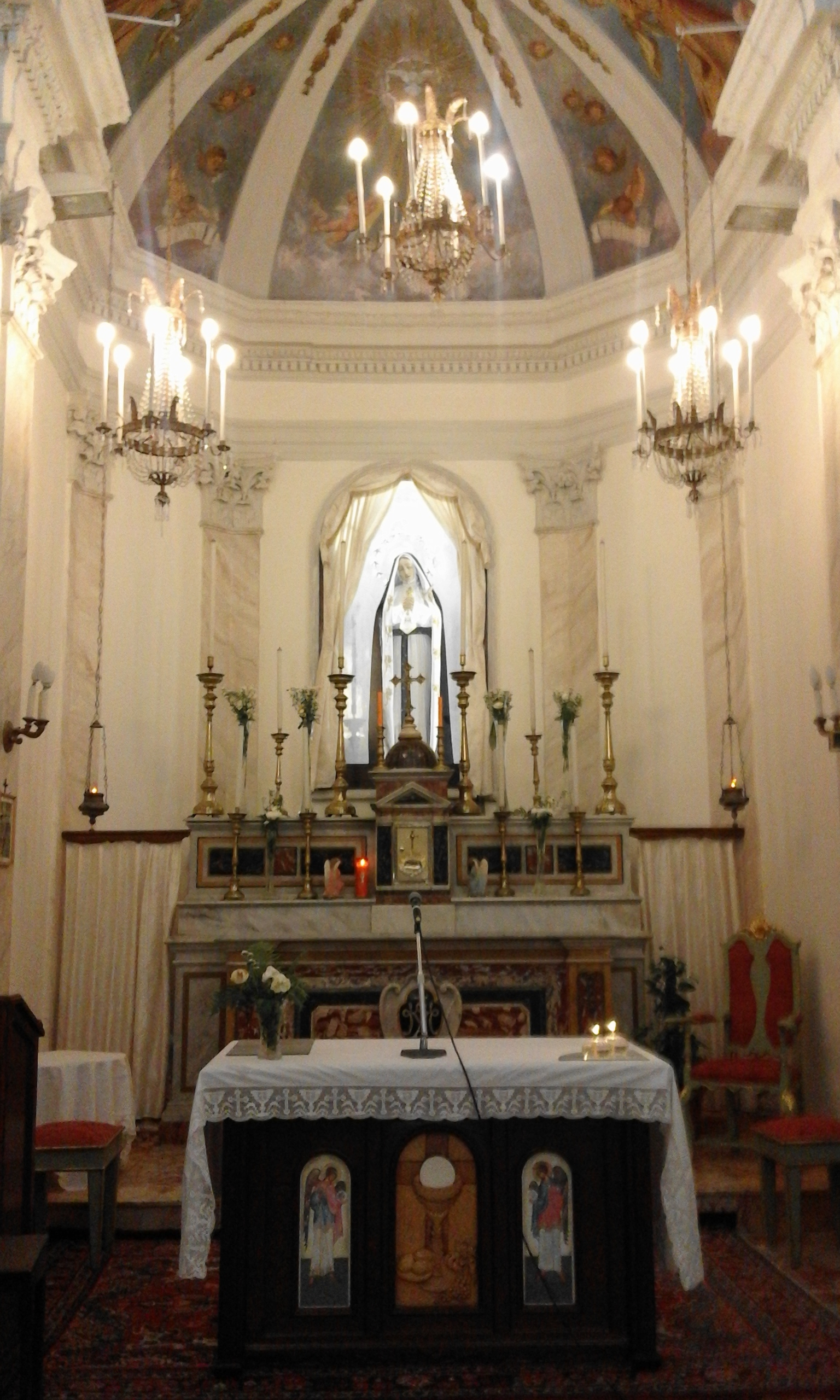
Interno della chiesa

Interno: Ambiente unico con abside rivolta al nord, presenta una cornice a dentelli, le pareti sono scandite verticalmente da lesene con capitelli corinzi di stile neoclassico. L'aula è coperta da un soffitto piano a grandi riquadri in stucco dorato con piccoli angeli dipinti.

## La Cripta

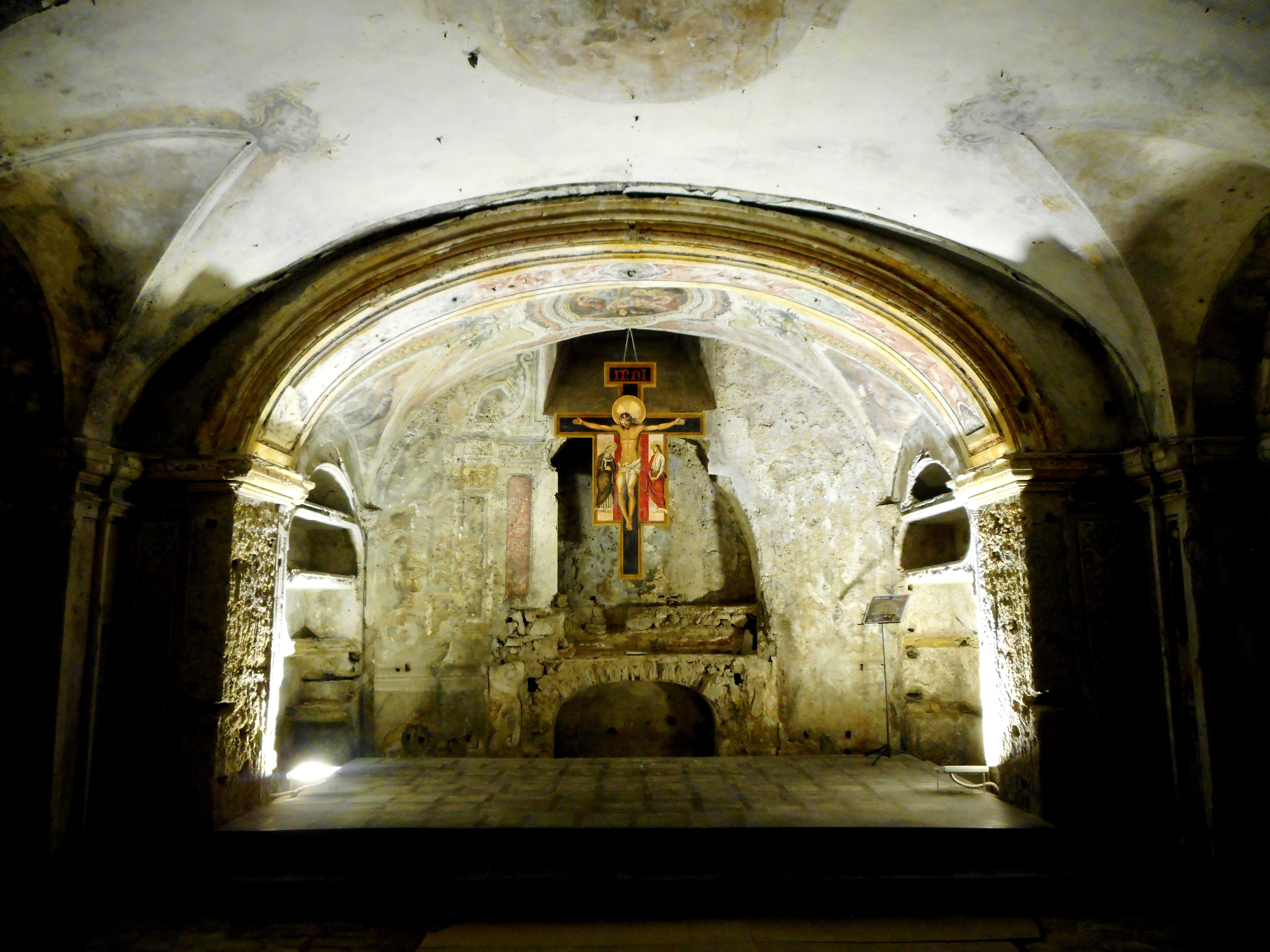
Cripta della chiesa

Ma il vero “gioiello” di tutto il complesso religioso è senza dubbio la “Cripta sepolcrale“, un vasto ambiente sotterraneo a pianta rettangolare che si estende al di sotto dalla chiesa e del sagrato, diviso in due parti da un grande corpo scala: l'ampio locale presenta alle pareti i resti di novanta loculi, destinati ad ospitare i corpi mummificati dei confrati che suscitano non poca curiosità. Un altro ambiente più piccolo il cosiddetto “locale dei colatoi” si trova ad un livello inferiore a cui si accede da una piccola scala (anche se accedervi comporta qualche difficoltà). Il locale può essere considerato una chiesa vera e propria, dato che fu utilizzato per le funzioni religiose come già detto, dalla Confraternita dei Carrettieri prima, e successivamente da quella dei Cocchieri.
Vi si possono notare elementi architettonici di un certo pregio, come l'arco trionfale ribassato sostenuto da due piloni quatrangolari, che introduce all'altare dove si celebravano le messe in suffragio delle anime defunte; i soffitti presentano volte a botte e a crociera e il pavimento conserva ancora dei brani originali di cotto bicromo consumati dal tempo e dal calpestìo. Questo locale fu adibito a sepoltura, in quanto una delle funzioni primarie delle confraternite era quella di dare degna sepoltura ai confrati defunti che ne avevano diritto. Questa destinazione d'uso durò almeno fino agli ultimi anni del secolo XVIII, quando una normativa emanata dal viceré Domenico Caracciolo, confermata dal suo successore principe di Caramanico, vietava di seppellire i morti dentro le mura della città e istituiva i cimiteri pubblici suburbani. La destinazione funeraria è attestata con certezza fin dal 1729 (ma certamente lo era da prima), anno in cui la confraternita dei cocchieri ospitò nella cripta la Confraternita di Gesù e Maria, che aveva il compito specifico di dare sepoltura ai confrati. I membri di questa Confraternita si adoperarono ad abbellirla ed arricchirla con raffinati ornamenti, pitture (alcune delle quali di grande pregio) e decorazioni. Dalla fine del XVIII secolo, non più utilizzata per gli scopi originari, abbandonata all'oblio, è andata progressivamente in rovina, e di questo luogo si era “stranamente” persa la memoria: soltanto nel 1980 è stata “riscoperta” e ripulita dai moderni confrati. Attualmente lo stato di conservazione della cripta è molto degradato, sia le strutture architettoniche che le decorazioni pittoriche (la maggior parte degli affreschi risultano deteriorati) purtroppo sono stati inesorabilmente compromessi dal tempo. Anche se resta il rimpianto delle cose irrimediabilmente perdute, la Confraternita spera che le autorità competenti provvedano a non far perdere definitivamente questa straordinaria testimonianza del passato. Secondo un'antica tradizione orale, dalla cripta dei cocchieri partivano un tempo, dei camminamenti sotterranei che la mettevano in comunicazione con altre chiese e palazzi della zona: in realtà non esiste nessuna fonte storica che possa confermare questo fatto, tuttavia sono molti i membri della confraternita che riferiscono di aver sentito da vecchi confrati questa suggestiva e accattivante “storia”.
L'arco di trionfo retto da pilastri con lesene, è sormontato da una composizione in stucco raffigurante due angioletti ed un cartiglio recante l'iscrizione "Gloria in eccelsis Deo".
- Presbiterio - altare maggiore: 
  - Al centro è collocato l'altare seicentesco in marmi policromi sormontato da una nicchia con la statua lignea dell'Addolorata, opera di Vincenzo Piscitello del 1898. Nella volta dell'area pentagonale sono raffigurati il Santissimo Sacramento e i Simboli della Passione delimitati da due grandi figure di angeli.
- Navata destra:
  - Altare con simulacro del Cristo morto, nella nicchia un pregevole affresco recentemente scoperto e restaurato raffigurante l'Adorazione del Crocifisso.
- Navata sinistra:
  - Altare con simulacro della Vergine Assunta, nella nicchia il dipinto settecentesco raffigurante il Cristo risorto che appare alla Maddalena, di scuola siciliana.

Due altari nelle pareti laterali sormontati da due tele ad olio raffiguranti la Vergine Odigitria e il Cristo risorto. Crocifisso. Sulla controfacciata si trova la cantoria, a sinistra dell'ingresso troviamo un piccolo monumento funebre della famiglia Airoldi, a destra un'acquasantiera in marmo rosso.

## Settimana santa
Il venerdì Santo la Confraternita organizza una solenne processione in cui vengono portate per le vie del quartiere le urne della Vergine Addolorata e del Cristo Morto accompagnate da un lungo corteo funebre.. Fin dal 1598, anno in cui la Confaternita commissionò i due simulacri dell'Addolorata e del Cristo morto, la processione della Passione del venerdì Santo dei Cocchieri, si distinse per il suo fascino coinvolgente, suggestione e concorso di fedeli: i fercoli, dialettalmente meglio conosciuti come “vare”, portate a spalle da fedeli e confratelli, portavano, e portano ancora oggi, i simulacri della Madonna Addolorata e del Cristo morto in giro per le antiche strade e vicoli della Kalsa, costeggiando i vecchi palazzi nobiliari, un tempo orgoglio della grande aristocrazia siciliana. Quel giorno il quartiere sembra sprofondare in un'altra dimensione, l'atmosfera sacra di questa processione profuma di quella straordinaria grazia che solo una manifestazione di fede così radicata può offrire, non eccedendo in pomposità o in esternazioni esuberanti. Caratteristica particolare e originale di questa processione che attrae cittadini e turisti, è la sfilata di “personaggi” che sfoggiano le antiche livree dei nobili casati dai variopinti colori. Il momento più emozionante è la “nisciuta” (uscita) dei simulacri dalla chiesa, quando le vare avanzano lentamente nel sagrato molti fanno il segno della croce, alcuni chinano il capo e altri prendono in braccio i bambini indicando il volto sofferente dell'Addolorata avvolta in un manto nero (il simulacro ne possiede tre, donati da fedeli devoti). La processione si conclude in tarda serata con il rientro in chiesa, la “trasuta”: ultimo atto del giorno più importante della Confraternita dei Cocchieri.
- 1598, Commissione dei simulacri. I confrati partecipavano indossando la divisa della casa gentilizia cui appartenevano. Apriva il corteo una grande croce di legno, accompagnavano ai lati due membri in marsina, seguivano i confrati con livree azzurro ed oro in rappresentanza della casa Branciforte di Trabia e di Butera, marrone e argento per la casa Settimo di Fitalia e Giarratana, giallo e verde per la casa Valdina, giallo e azzurro per la casa Baucina, rosso e giallo per il Municipio, nonché altre di casa Galati, Mazzarino, Scalea.

In segno di rispetto, lutto e devozione il venerdì Santo vigeva il divieto di spostarsi in carrozza, "pirchì 'u Signuri è 'nterra", quindi i cocchieri godevano un giorno libero e potevano partecipare numerosi a questo sacro evento.
Circostanza che consentiva ai nobili di ingraziarsi il consenso delle autorità religiose ottenendo inoltre l'indulgenza plenaria per resa devozione. I cocchieri per converso in questa occasione potevano partecipare sfoggiando le livree della famiglia d'appartenenza con il maggiore sfarzo possibile.
- 1896, Un incendio distrusse il simulacro mariano che subito fu rifatto da Vincenzo Piscitello.
- 1941, A causa dell'ultima guerra la processione non ebbe luogo.

La processione della Passione di Cristo del Venerdì Santo dei Cocchieri, prevede la processione delle due vare portate a spalle da fedeli e confratelli, per le antiche strade e vicoli della Kalsa accompagnate dalla sfilata di "personaggi" che sfoggiano le antiche livree dei nobili casati dai variopinti colori dando luogo ad una delle manifestazioni che caratterizzano i riti della Settimana Santa di Palermo.

## Confraternita dei Carrettieri
- Primitivo sodalizio.

## Confraternita di Santa Maria dell'Itria dei Cocchieri
- ?, Compagnia di San Riccardo. San Riccardo protettore dei carrettieri e cocchieri.
- 1590, Venerabile Confraternita di Santa Maria dell'Itria dei Cocchieri originariamente composta da cocchieri, staffieri, stallieri, palafrenieri e camerieri.
- 1750c., Soppressione. La confraternita, accusata di Massoneria, fu dichiarata eretica e abolita.

## Confraternita di Gesù e Maria
- 1729c., Confraternita di Gesù e Maria